# Juan Marco Molines
Juan Marco Molines, né à Valence le 1er août 1932, est un avocat et homme politique espagnol, député aux première et quatrième législatures du Parlement valencien,.

## Biographie
Licencié en droit, il milite au sein du Parti démocratique et libéral du Pays valencien, intégré à UCD, sous la bannière duquel il se présente dans la circonscription électorale de Valence aux élections générales espagnoles de 1977. Il est responsable de la Délégation de la Culture rattachée au ministère de l'Information et du Tourisme (en) et, à ce titre, des programmes d'Aitana — programmes spécifiquement dirigés à la région valencienne durant la Transition — sur TVE, au cours d'une période où ses programmes sont critiqués en raison de leur manque de neutralité, ayant servi de vitrine pour UCD et de courroie de transmission des idées blavériste assumées par le parti.
Il rejoint ensuite Alliance populaire, au sein de laquelle il est élu député aux élections valenciennes de 1983. Il est membre de la Commission d'Éducation et de Culture, de la Commission permanente non législative sur la sécurité nucléaire, de la Commission sur statut des députés et de la Commission de la Cour des comptes.
Il est réélu député aux élections autonomiques de 1995. Au cours de cette législature, il de nouveau est membre du Commission d'Éducation et de Culture et de la Commission permanente non législatif sur la sécurité nucléaire.
Il a fait parler de lui en tant qu'auteur du recours présenté contre les travaux de réhabilitation réalisés entre 1983 et 1993 du théâtre romain de Sagonte par Giorgio Grassi et Manuel Portaceli, qui a obtenu un arrêt favorable du Tribinal suprême espagnol en 2008,,.
En 2014, âgé de 81 ans, il est condamné à un an de prison pour avoir détourné 12 805 euros de loyer de clients,.